# El cinco en la espalda
El cinco en la espalda es el quinto álbum de Los Twist, editado por EMI en 1994.
El título, además de ser el quinto trabajo del grupo, hace alusión a Antonio Ubaldo Rattín, mítico mediocampista Nº 5 de Boca Juniors y la selección argentina de la década de 1960.

## Lista de temas
1. Juventud, divino tesoro
2. El rey
3. Padrecito cordobés
4. Twist uruguayo
5. Cigarrillo
6. Invasión
7. ¿Por qué?
8. Subí al camión
9. En el campo
10. El 5 en la espalda
11. Happy cowboy
12. Cipol / Hawaii 5-0
13. Vamos juntos, vamos ya
14. Piano bar
15. Intimidades de una orquesta